# شهرستان سیساک-موسلاوینا
شهرستان سیساک-موسلاوینا (به لاتین: Sisak-Moslavina County) یک منطقهٔ مسکونی در کرواسی است. شهرستان سیساک-موسلاوینا ۴٬۴۶۸ کیلومتر مربع مساحت و ۱۷۲٬۴۳۹ نفر جمعیت دارد.